# Sugny (Ardenas)
Sugny é uma comuna francesa na região administrativa de Grande Leste, no departamento das Ardenas. Estende-se por uma área de 6,11 km². Em 2010 a comuna tinha 106 habitantes (densidade: 17,3 hab./km²).